# Thecla putnami
Thecla putnami är en fjärilsart som beskrevs av Edwards 1877. Thecla putnami ingår i släktet Thecla och familjen juvelvingar. Inga underarter finns listade i Catalogue of Life.